# Scotopteryx nigrescens
Scotopteryx nigrescens är en fjärilsart som beskrevs av Edward Alfred Cockayne 1941. Scotopteryx nigrescens ingår i släktet backmätare, och familjen mätare. Inga underarter finns listade.